# جويل ديكسون
جويل ديكسون (بالإنجليزية: Joel Dixon) هو لاعب كرة قدم بريطاني، ولد في 9 ديسمبر 1993 في ميدلزبرة في المملكة المتحدة.